# Justin Blalock
Justin Christopher Blalock (Dallas, 20 dicembre 1983) è un giocatore di football americano statunitense che gioca nel ruolo di offensive guard per gli Atlanta Falcons della National Football League (NFL). Fu scelto nel corso del secondo giro (39º assoluto) del Draft NFL 2007 dai Falcons. Al college giocò a football coi Texas Longhorns con cui vinse il titolo nazionale nel 2005 e fu nominato come All-American.

## Carriera professionistica

### Atlanta Falcons
Blalock fu scelto nel corso del secondo giro del Draft 2007 dagli Atlanta Falcons. Nella sua stagione da rookie disputò 14 partite, tutte come titolare. Dalla stagione 2008 in poi, Justin non saltò una sola partita, giocando sempre come titolare.

## Vittorie e premi
Nessuno

## Statistiche
| Partite totali             | 82 |
| Partite totali da titolare | 82 |
| Touchdown                  | 1  |
| Fumble recuperati          | 3  |